# Cavally
Der Cavally (auch bekannt als Cavalla, Youbou oder Diougou) ist ein Strom in Westafrika. Anrainer sind die Republiken Liberia, Elfenbeinküste und Guinea (nur Quellgebiet). Der Fluss ist wegen zahlloser Stromschnellen und Untiefen nicht schiffbar, wird aber seit Jahrhunderten von den Afrikanern mit Booten und Einbäumen als Transportweg genutzt.

## Verlauf

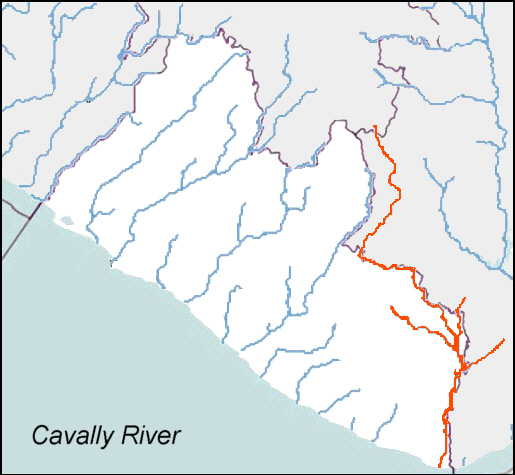
Verlauf des Cavally durch Liberia

Der Cavally entspringt nördlich des Mont Nimba in Guinea; er durchfließt danach die nördliche Grenzregion der Elfenbeinküste in südlicher Richtung, von der Stadt Zwedru in Liberia bildet der Cavally bis nahe der Mündung in den Atlantik auf lange Strecken die Grenze zwischen der Elfenbeinküste und Liberia.

Seine Fließrichtung wechselt in dem vom Regenwald bedeckten Einzugsgebiet im Mittellauf nach Südosten, im Unterlauf nach Süden. Der Mündungspunkt des Cavally befindet sich etwa 21 Kilometer östlich der Stadt Harper am Cape Palmas in Liberia.
Die Gesamtlänge des Cavally beträgt 515 km, das Einzugsgebiet wird mit 30.225 km² angegeben. Nach dem Liberian Hydrological Service des Ministeriums für Land, Minen und Energie von Liberia, ist die Gesamtlänge des Cavally 861 km und das Einzugsgebiet wird mit 30.277 km² angegeben.
Der aus dem Portugiesischen abgeleitete Gewässername Cavally bezeichnet eine in Mündungsnähe vorkommende Makrelenart.

## Hydrometrie
Die Wasserführung des Flusses wechselt im jahreszeitlichen Verlauf beständig:
- am Oberlauf, an der hydrographischen Station Flampleu, Elfenbeinküste, Einzugsgebiet 2 470 km², wird das Maximum im Monat September erreicht, es beträgt 104 m³/s, das Minimum wird im März mit 4 m³/s registriert.[5]
- am Mittellauf, an der hydrographischen Station Tai, Elfenbeinküste, Einzugsgebiet 13.750 km², wird das Maximum im Monat September erreicht, es beträgt dann 386 m³/s, das Minimum wird im März mit 15 m³/s registriert.[2]
- am Unterlauf, an der hydrographischen Station Tate, Elfenbeinküste, Einzugsgebiet 28.800 km², wird das Maximum im Monat September erreicht, es beträgt dann 1485 m³/s, das Minimum wird im Februar und März mit etwa 150 m³/s registriert.[6]

Hier dargestellt der Abfluss am Pegel Tai in m³/s.
- Diagrammdaten:
- Definition |
- Rohdaten |
- Hilfe

## Einzugsgebiet
Das Einzugsgebiet des Cavally verteilt sich über die Länder Guinea, Elfenbeinküste und Liberia, und teilt sich wie folgt auf:
| Land           | Fläche [km²] | Prozent |
| -------------- | ------------ | ------- |
| Elfenbeinküste | 16.600       | 54,8    |
| Liberia        | 12.240       | 40,4    |
| Guinea         | 1.437        | 4,7     |
| Cavally gesamt | 30.277       | 100,0   |

## Nebenflüsse
Die meisten Nebenflüsse des Cavally sind eher klein. Abgesehen von Dube, Hana und Ghee sind alle Nebenflüsse deutlich kürzer als 100 km. Entsprechend klein sind die dazugehörigen Einzugsgebiete. Das Einzugsgebiet des Cavally teilt sich wie folgt auf:
| Fluss Name         | Einzugsgebietsgröße [km²] | Nebenflusslänge [km] | Prozent des Einzugsgebietes | Richtung des Nebenflusses |
| ------------------ | ------------------------- | -------------------- | --------------------------- | ------------------------- |
| Doui               | 504                       | 42                   | 1,7                         | Links                     |
| La Goin            | 757                       | 64                   | 2,5                         | Links                     |
| Doue (Droni)       | 624                       | 57                   | 2,1                         | Links                     |
| Debe               | 764                       | 52                   | 2,5                         | Links                     |
| Nse                | 1.249                     | 61                   | 4,1                         | Links                     |
| Hana               | 4.494                     | 115                  | 14,8                        | Links                     |
| Dube               | 6,248                     | 279                  | 20,6                        | Rechts                    |
| Neka               | 546                       | 49                   | 1,8                         | Links                     |
| Gbeh               | 1.101                     | 63                   | 3,6                         | Rechts                    |
| Tablou             | 664                       | 60                   | 2,2                         | Links                     |
| Ghee               | 1,071                     | 111                  | 3,5                         | Rechts                    |
| Muno               | 454                       | 64                   | 1,5                         | Links                     |
| Nebenflüsse gesamt | 18.476                    | 1.017                | 61,0                        |                           |
| Cavally            | 11.801                    | 861                  | 39,0                        |                           |
| Cavally gesamt     | 30.277                    | 1,878                | 100,0                       |                           |